# Witowice (województwo lubelskie)

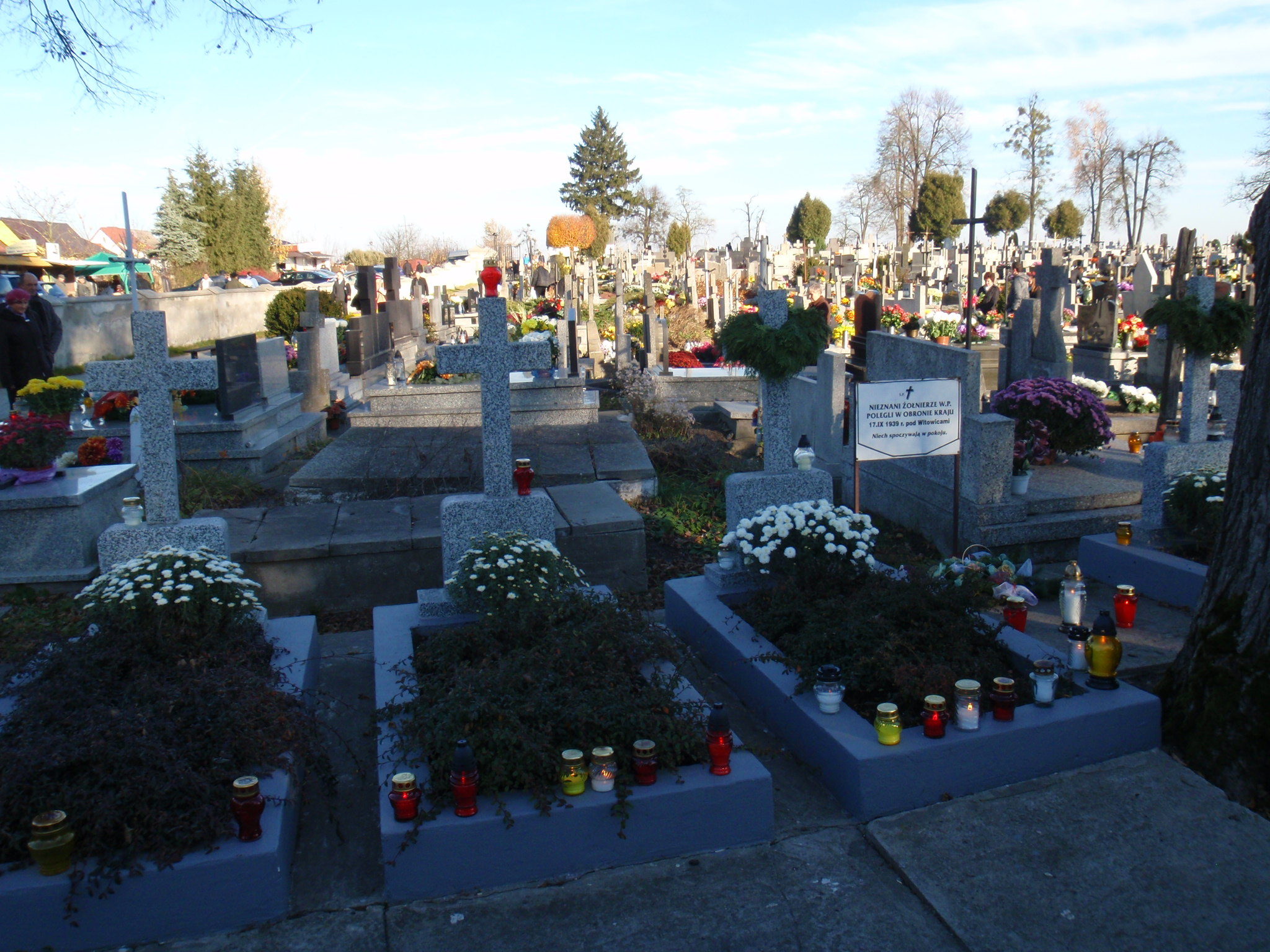
Groby żołnierzy WP poległych pod Witowicami we wrześniu 1939. Cmentarz w Końskowoli

Witowice – wieś w Polsce położona w województwie lubelskim, powiecie puławskim, gminie Końskowola.
Witowice leżą nad rzeką Kurówką. Miejscowość sąsiaduje bezpośrednio z Końskowolą, Opoką i Chrząchowem. We wsi znajdują się: remiza ochotniczej straży pożarnej, sklep ogólnospożywczy, zakład mięsny Drob-Wit, szkółka roślin wrzosowatych. W Witowicach mieści się także komin pozostały po zburzonej cegielni. Przy granicy z Chrząchowem rośnie niewielki las zwany "Zalochy". Częścią Witowic są też domy mieszkalne położone w południowej części wsi; tereny te są nazywane potocznie przez mieszkańców "zapłociem". Istniał tu także klub sportowy "KS Witowice", którego trenerem był Grzegorz Kozak. Kursują tu również autobusy i emki puławskiej komunikacji miejskiej.
Wieś stanowi sołectwo gminy Końskowola. Według Narodowego Spisu Powszechnego z roku 2011 wieś liczyła 455 mieszkańców.
Wierni Kościoła rzymskokatolickiego należą do parafii Znalezienia Krzyża Świętego i św. Andrzeja Apostoła w Końskowoli.

## Historia
Witowice powstały najprawdopodobniej w XIII wieku. W źródłach pisanych pojawiają się po raz pierwszy w 1408 roku. Wieś należała wówczas do Dziersława z Konina, a następnie do jego syna – Piotra. Wywodzili się z rodu Konińskich legitymujących się herbem Rawicz. Witowice były ośrodkiem macierzystym Konińskiej Woli (Witowskiej Woli). Wchodziły w skład tzw. klucza końskowolskiego. Następnie zostały przejęte przez późniejszych właścicieli Konińskiej Woli (Tęczyńskich, Opalińskich, Zbaraskich, Daniłłowiczów, Lubomirskich, Sieniawskich, Czartoryskich).
Wieś szlachecka położona była w drugiej połowie XVI wieku w powiecie lubelskim województwa lubelskiego. 
Wieś wraz z folwarkiem wchodziła w 1662 roku w skład majętności końskowolskiej Łukasza Opalińskiego. 
W 1907 roku została zbudowana cegielnia będąca własnością prywatną rodziny Borzęckich. Pozostałością po byłej cegielni jest wysoki komin. W latach 60. z inicjatywy mieszkańców wybudowano drogę bitą. Kolejnym przedsięwzięciem było założenie linii telefonicznej. W latach 70. na miejscu drewnianej remizy postawiono nową. Dzisiaj mieści się tam siedziba Ochotniczej Straży Pożarnej, która powstała w dniu 21 marca 1927 roku. Wieś nękały również liczne pożary, którym sprzyjała drewniana zabudowa.
Podczas II wojny światowej w walkach toczących się pod Witowicami zginęli polscy żołnierze. Pochowano ich na cmentarzu w Końskowoli. W czasie wojny we wsi działały oddziały Armii Krajowej i Batalionów Chłopskich. Niektórzy mieszkańcy uczestniczyli w kampanii wrześniowej, część z nich trafiła do obozów jenieckich. W okresie międzywojennym istniała szkoła, która mieściła się w prywatnym domu. Obecnie dzieci i młodzież z Witowic uczy się w szkole w Końskowoli. We wsi znajduje się sześć figur, w tym cztery krzyże i dwie kapliczki.
W latach 1975–1998 miejscowość należała administracyjnie do województwa lubelskiego.

## Gospodarka
Źródłem utrzymania mieszkańców jest nie tylko rolnictwo (w tym uprawa zbóż, truskawek, malin, porzeczek, drzewek i krzewów ozdobnych), ale także praca w pobliskich Puławach czy innych miejscowościach w regionie. Hodowla zwierzęca stopniowo zanika.